# Dysderina silvatica
Dysderina silvatica là một loài nhện trong họ Oonopidae.
Loài này thuộc chi Dysderina. Dysderina silvatica được Arthur M. Chickering miêu tả năm 1951.